# Peña Blanca, Frontera Comalapa
Peña Blanca är en ort i Mexiko.   Den ligger i kommunen Frontera Comalapa och delstaten Chiapas, i den sydöstra delen av landet, 900 km sydost om huvudstaden Mexico City. Peña Blanca ligger 685 meter över havet och antalet invånare är 198.
Terrängen runt Peña Blanca är varierad. Runt Peña Blanca är det ganska tätbefolkat, med 100 invånare per kvadratkilometer. Närmaste större samhälle är Frontera Comalapa, 2,5 km väster om Peña Blanca. I omgivningarna runt Peña Blanca växer huvudsakligen savannskog.